# Les Sims 3
Les Sims 3 est un jeu vidéo de simulation de vie de la série de jeux Les Sims, initialement développé par The Sims Studio, une division de Maxis (groupe Electronic Arts) et édité par EA Games.
Annoncé depuis novembre 2006, le jeu, initialement prévu pour le 19 février 2009 en France, a vu sa sortie repoussée au 2 juin 2009 aux États-Unis, d'après l'annonce de Will Wright lors d'une conférence le 3 février 2009. Il est finalement sorti en Europe le 4 juin 2009.
Les Sims 3 est également sorti sur PlayStation 3, PlayStation Portable, Nintendo DS, sur Wii et sur Xbox 360 le 28 octobre 2010. Avec plus de 200  millions d’exemplaires vendus, Les Sims est la série de simulation de vie la plus vendue au monde. L'épisode du volet Les Sims 3 tout comme Grand Theft Auto est le jeu vidéo sur PC qui s'est le mieux vendu au monde, il s'est écoulé à plus de 10 millions d'exemplaires depuis sa sortie en janvier 2009.
Comme dans les deux premiers opus de la série, le but du jeu est de s'occuper de plusieurs personnages (appelés "Sims") tout au long de leur vie. Chaque joueur contrôle tous les aspects de la vie de son Sim (famille, travail…) et décide entièrement de son destin. Sans finalité précise, la durée de vie du jeu repose sur les possibilités offertes au joueur d'enrichir la vie de son Sim (vie amoureuse et familiale, carrière professionnelle, compétences, train de vie…) Des événements dont le joueur n'a pas décidé se produisent en cours de jeu. Comme pour les opus précédents, des extensions sortent régulièrement sur le marché. Est également présent l'aspect de la construction, de l'aménagement et de la décoration de la maison de son Sim et des terrains du quartier qui occupe comme toujours une part importante dans le gameplay. Les changements par rapport aux deux précédents opus sont l'ouverture du quartier ainsi que la possibilité de personnaliser les textures des objets, sols et murs.
La bande son du jeu a été composée par Steve Jablonsky.

## Système de jeu
Le gameplay des Sims 3 est le même que dans les précédents opus de la série Les Sims. Il s'agit de simuler la vie d'une famille ou d'un Sim seul ou en couple, dans sa ville. Le jeu ne comporte ni violence physique, ni score à battre, il suffit uniquement de faire vivre son avatar dans sa vie de tous les jours. Si une grande partie du jeu consiste à faire interagir son Sim avec son environnement, la construction d'une habitation et son ameublement tiennent également une certaine place comme toujours dans la série. Cependant, grâce à de nouveaux outils de conception, les objets peuvent tous être personnalisés directement depuis le jeu en changeant leur texture ou leur couleur.
Le joueur peut désormais attribuer des traits de caractère à ses Sims parmi de nombreuses possibilités, et ainsi créer des personnages uniques (voir la section  Traits de caractères). Les Sims 3 commercialisés sur consoles Nintendo Wii, Xbox 360, PlayStation 3 et Nintendo DS offrent la possibilité d'influer sur le destin des personnages en intégrant l'option Karma. Une fois la jauge de points Karma remplie, le joueur peut choisir d'aider ou de maudire ses avatars. Toutefois, si le joueur abuse des pouvoirs du Karma ou, du moins, les utiliser à mauvais escient, ils peuvent être « punis » en recevant un mauvais pouvoir du Karma, au lieu d'une prime de Karma reçue à chaque coup de minuit.

### Création
L'atelier Créer un Sim est la partie du jeu dans laquelle le joueur crée son personnage de toutes pièces, à partir d'un modèle en 3D pouvant être modifié. Le principe est similaire au précédent opus avec cependant l'ajout dans cette nouvelle version de fonctionnalités comme la possibilité de changer de chaussures et d'habits séparément et l'ajout d'accessoires vestimentaires et de détails au visage. De nouveaux curseurs ont par ailleurs remplacé d'anciens modèles types. Par exemple, le système des trois types de corps (fin, normal et gros) a fait place à des curseurs contrôlant le volume musculaire et la corpulence, complétés par des curseurs contrôlant la définition musculaire et la taille de la poitrine. La couleur de la peau (pouvant être bleue ou même verte), le ton de la voix  la couleur des cheveux et des yeux, entre autres, peuvent également être ajustés. L'ancien système de points de personnalité a été remplacé par un système de traits de personnalité. Si le joueur a des extensions ajoutant une créature (par exemple le vampire), certaines peuvent être créées via l'atelier Créer un Sim, en cliquant sur un carré avec un dessin "Humain", puis en choisissant la créature voulue.

### Mode de vie
Le joueur peut choisir des modes de vies infinis : semer le chaos dans le foyer ou faire le bonheur partout où il passe.
- Si vous ne connaissez pas le sujet, laissez ce bandeau (vous pouvez alors contacter les auteurs).
- Si vous supprimez le contenu mis en cause (vous pouvez préalablement contacter les auteurs),

argumentez précisément cette suppression dans la page de discussion
(un manque de référence n'est pas un argument ; une recherche réelle de référence doit avoir été effectuée, être formellement documentée).

#### Monde ouvert
Le monde ouvert est l'une des révolutions opérées dans la série que réalise Les Sims 3. Les joueurs peuvent explorer le monde extérieur et faire sortir leurs Sims de leurs maisons pour visiter le quartier sans temps de chargement longs et pénibles. Chaque terrain est synchronisé avec l'heure principale du quartier.
Les Sims peuvent aussi faire des rencontres ; lorsqu'ils rencontrent un Sim qui n'est pas leur colocataire, lorsqu'ils sont ensemble, le Sim peut proposer à son/sa petit(e) ami(e) de venir vivre chez lui/elle. Ainsi, le joueur peut prendre le contrôle de celui ou celle qui emménage.

#### Durée de vie
Les Sims passent par sept stades au cours de leur vie, soit : bébé, bambin, enfant, adolescent, jeune adulte, adulte et senior, puis finissent par mourir, et deviennent des fantômes. Toutefois, sur console, le Sim reste contrôlable en fantôme pendant cinq jours, le temps de le ressusciter. Le jeu ne possède pas de finalité précise, mais un temps limité est, comme dans Les Sims 2, offert pour faire évoluer un Sim (même s'il existe certains objets secrets permettant de faire reculer le jour fatidique). Ceci amène donc le joueur à faire des choix, notamment au niveau de la carrière du Sim.

#### Traits de caractères
C'est une des nouveautés de ce nouvel opus : la personnalité des Sims est caractérisée par plusieurs traits de caractère qui influencent son comportement envers lui-même et envers les autres Sims. Ils s'acquièrent progressivement au cours de sa vie comme tels : 2 (à l'âge de bébé), 3 (à l'âge d'enfant), 4 (à l'âge d'adolescent) et 5 (pour le reste de sa vie).
Bien sûr, un Sim créé de toutes pièces doit avoir directement ses traits de caractère désignés par le joueur et ce en fonction de l'âge du Sim. Parfois, deux traits de caractère ne peuvent exister en un même Sim pour la bonne et simple raison qu'ils sont opposés par nature. Par exemple, on ne pourra pas donner à un même Sim le trait « Sens de l'humour » avec « Aucun sens de l'humour » ou encore « Bienveillant » avec « Malveillant ».

#### Humeur
Le système d'évaluation de l'humeur des Sims a été totalement revu par les développeurs, et occupe dans ce troisième opus une place capitale dans la gestion du foyer. Alors que dans Les Sims 2, l'humeur était uniquement basée sur les besoins des Sims, dans Les Sims 3 les besoins ne sont qu'une partie de l'évaluation de cette humeur. En effet, rentrent désormais dans le calcul de l'humeur du Sim incluant les besoins vitaux et relations sociales, l'épanouissement suivant la réalisation d'un désir et les interactions avec certains objets. Ces facteurs sont représentés sous forme d'États d'esprit valant plus ou moins de points positifs ou négatifs. Une info-bulle en bas de l'écran permet de savoir quelle est la cause d'un état d'esprit, son intensité et la durée durant laquelle il fait effet. L'addition de tous les états d'esprit permet d'obtenir l'humeur du Sim qui va de déprimé à totalement ravi.

#### Aspiration
Dans Les Sims 3, l'aspiration perd l'importance qu'elle possédait dans Les Sims 2. Elle n'a plus de barre d'évaluation spécifique et est réduite à un facteur de l'évaluation de l'humeur (l'épanouissement).

#### Compétences
Il existe plusieurs compétences qui ont été étoffées par rapport au précédent jeu, qui gardent cependant le système de jauge à dix points, une compétence étant totalement « maîtrisée » au niveau dix. Peinture, écriture et guitare sont désormais trois compétences différentes qui ont remplacé la compétence « créativité » des deux précédents opus. Elles sont enrichies dans les extensions par les compétences « photographie », « piano », « contrebasse » et « batterie ».

### Mode construction et achat
Les modes construction achat ont reçu leur propre transformation. Les cases carrés de placement apparues dans les précédents jeux ont vu leur taille diminuer de moitié afin de donner au joueur une plus grande liberté pour placer les objets. Ces derniers sont répartis en thèmes (électronique, électroménager, éclairage, divertissement...) ou bien par pièces de la maison. Les joueurs peuvent en outre construire au total six étages dans la maison ainsi qu'un sous-sol. Par ailleurs, une mise à jour permet au joueur de créer des fontaines avec plans et jets d'eau. Il est aussi possible de travailler le terrain comme élever ou creuser le sol, modifier sa texture ainsi qu'aménager certains équipements, notamment les piscines.
La personnalisation des textures est une autre des grandes révolutions du jeu. Les joueurs ont la possibilité de personnaliser entièrement tous les objets en changeant. Les textures réparties en plusieurs grands ensembles : bois, métal, tissus, moquettes et tapis, cuirs et fourrures, plastique, carrelage et mosaïque, tissage et osier, pierre, maçonnerie, peinture, figures géométriques et motifs divers. La ou les couleur(s) de ces textures à travers une palette ou une roue de couleurs, mais aussi grâce à la saisie des numéros de couleurs (soit les teintes rouge, vert, bleu séparément selon le système R.V.B, soit par le code hexadécimal).

### Carrières
Les carrières à temps plein sont : policier (agent secret ou médecine légale), pompier, médecin, scientifique, artiste (rock-star ou compositeur de bande originale), professeur, détective privé, chasseur de fantôme, barman, sportif, cuisinier, la pègre (voleur ou empereur du mal), politique, bureaux (affaires ou journaliste), inventeur, jardinier, pêcheur, architecte, styliste, cinéma (acteur ou réalisateur), acrobate, magicien, auteur, sculpteur, photographe, peintre, groupe de musique, chanteur, garde d'enfant, fabricant de nectar et militaire. Les carrières à mi-temps sont : employé au Mausolée, employé à l'épicerie, employé à la librairie, réceptionniste au SPA Urbain, cobaye extraterrestre, spécialiste en SPA Urbain et cinéma à mi-temps.
Pour progresser dans une carrière, un Sim devra absolument remplir la jauge de performance qui apparaît dans le panneau « Carrière ». Pour cela, différents facteurs interviennent, représentés par de petits visages. Lorsqu'ils sont verts et joyeux, cela signifie que le Sim remplit de manière satisfaisante le facteur en question et sa jauge de performance augmentera. Si le visage est rouge et en colère, cela signifie que le Sim déroge à ce facteur, entraînant une baisse de la performance au travail. Durant sa carrière, un Sim peut rencontrer certains facteurs comme l'humeur, les relations avec les collègues et le patron et le niveau d'une compétence. D'autres facteurs particuliers à certaines carrières peuvent entrer en compte (Exemple : les investigations effectuées par un policier en interrogeant d'autres Sims et en fouillant dans les poubelles ; les articles rédigés par un journaliste sur ordinateur ; les livres sur la recherche médicales lus par un médecin…) Durant ses heures de travail, un Sim a le choix entre plusieurs options de comportement au travail. Ces options influencent grandement la performance au travail. Lorsqu'un Sim remplit toute la partie verte de la jauge de performance, il reçoit une promotion qui le fait progresser dans sa carrière et gagner plus d'argent. Si ledit Sim se trouve déjà au sommet de l'échelle hiérarchique, il reçoit alors une prime permanente récompensant ses efforts. En revanche, si le Sim remplit toute la partie rouge de cette jauge de performance, il sera rétrogradé au grade du dessous, et pourrait se faire renvoyer s'il se trouve au premier niveau de sa carrière.  Arriver à un certain niveau permettra au Sim d'acquérir de nouvelles récompenses (prendre la limousine à la place du taxi, obtention d'objets plus performants…). Par exemple, arrivé au niveau 5, un policier pourra posséder son propre véhicule de police. Aussi, au bout d'un niveau de carrière assez élevé (seulement pour certaines carrières), le Sim se verra confronté à un choix. Par exemple, si celui-ci est musicien, il devra choisir entre se lancer dans une carrière symphonique ou dans le rock.
En dehors de ces carrières, les Sims peuvent prendre des emplois à temps partiel au supermarché, au cimetière, à la librairie ou au spa. Ces emplois ne les occupent à peine que quatre heures par jour, quatre jours par semaine.
Ces emplois sont destinés à ne pas trop interférer avec leur emploi du temps professionnel habituel et ils sont les seuls que peuvent occuper les adolescents. Par exemple, un adolescent peut prendre un emploi au supermarché qui commence à 16h après l'école jusqu'au diner du soir de 20h. Ou un adulte peut, de 18h à 22h, prendre une fin de soirée pour aider à enterrer les corps au cimetière. Les emplois à temps partiel permettent de choisir des options de comportement au travail, tout comme les emplois à temps plein.
Cependant, vu que le relationnel et les compétences ne déterminent pas le rendement au travail, ces options sont limitées à « rien d'inhabituel » (quantité moyenne de travail), « travailler dur » (effort supplémentaire) et « se la couler douce » (effort minimal). Chaque emploi à temps partiel dispose de trois niveaux de carrière (avec un minimum de temps entre chaque promotion). Pour aller de l'avant dans un emploi à temps partiel, il suffit pour le Sim de s'y présenter en étant de bonne humeur, et de travailler sans trop de laisser-aller. Les emplois à temps partiel peuvent être interrompus par le biais du téléphone ou de l'ordinateur. Le Sim peut ensuite retourner au travail au même endroit. Mais si le Sim attend trop longtemps entre la fin de mission et sa reprise, il perdra toutes les promotions et devra recommencer.

#### Opportunités
L'une des plus grandes innovations concernant le gameplay sont les opportunités, des tâches que peuvent accomplir les sims dans le but de recevoir des récompenses. Ces défis apparaissent en fonction du mode de vie du Sim tel que ses relations sociales, ses compétences ou son travail. Il en existe trois types que sont les opportunités de carrière, de compétence et opportunités spéciales.
Les opportunités de carrière désignent le plus souvent des heures supplémentaires ou l'accomplissement d'une certaine tâche qui peuvent aboutir à une augmentation de salaire, une prime, ou bien un pistonnage. Les opportunités de compétence s'obtiennent auprès des voisins ou des membres du quartier qui demandent au Sim de résoudre un certain problème requérant les talents qu'il a acquis en échange d'argent ou d'une récompense dans le cadre de ses relations sociales. Pour finir, les opportunités spéciales sont des évènements ponctuels dans le quartier comme un tournoi d'échecs, un concours au stade et d'autres évènements aléatoires plus ou moins importants qui donnent accès à d'autres récompenses, pécuniaires, sociales ou autres.

#### Associé ou propriétaire
Le joueur a la possibilité de devenir associé, et par la suite propriétaire, de différents établissements de la ville.
Pour cela, il faut que le foyer ait suffisamment d'argent pour procéder à l'achat du bien. Puis, il devra cliquer sur l'établissement et choisir l'option devenir associé. Ensuite, chaque semaine, le foyer pourra récupérer de l'argent. Le fait de devenir propriétaire d'un bâtiment ouvre deux nouvelles interactions avec celui-ci : renommer le bâtiment et renvoyer un Sim qui y travaille.
Pour devenir Associé, le Sim devra se rendre à la mairie pour payer son acquisition.
Ensuite, il faudra régulièrement améliorer l'endroit pour atteindre une étape supérieure afin que le bien immobilier devienne de plus en plus rentable.
Au décès de l'acquéreur, le bien revient à un membre de sa famille (conjoint/enfants).
Le bien acheté peut être un bar, un gymnase ou tout autre commerce (sauf l'école, la mairie ou le commissariat).

## Développement
Les Sims 3 a été développé par les studios Electronic Arts de Redwood, en Californie. Le 15 janvier 2009, Electronic Arts invite une partie des meilleurs créateurs de "mods" (modifications du jeu) sur le campus de Redwood Shores où ils animaient un camp de moddeurs. Ces créateurs ont été invités à passer une semaine pour explorer le jeu, créer du contenu inédit tel que des Sims, des maisons et autres contenus personnalisés. Ce travail a été utilisé par la suite pour pré-remplir l'Échange en ligne. Dans la septième extension des Sims 2, Les Sims 2 : Quartier libre, une version Sim de Rod Humble, vice-président pour l'étiquette des jeux EA[Quoi ?], offre aux familles du joueur un « cadeau ». Lorsqu'elle l'ouvre, la famille reçoit alors un ordinateur dans lequel se trouve le jeu Les Sims 3. Mais le jeu ne peut être acheté par les Sims dans le catalogue. Comme les autres jeux auxquels les Sims peuvent jouer dans Les Sims 2, Les Sims 3 se résume à une vidéo du gameplay tournant en boucle sur l'écran.
Le 15 juillet 2008, la première vidéo de démonstration du jeu est publiée sur le site officiel et fut rapidement supprimée, car étant considérée comme une fuite d'un membre de la communauté. Dans la huitième extension des Sims 2, Les Sims 2 : La vie en appartement, parmi les nouveaux objets inclus figuraient des posters avec le logo des Sims 3 apposé ou des tableaux étant en fait des captures d'écrans de ce même jeu. Dans le même temps, grâce à un code et en allant sur le site dédié, le joueur pouvait télécharger des vêtements sur lesquels figurait le logo des Sims 3. Une nouvelle vidéo de développement du jeu fut publiée le 6 novembre 2008, incluant des aperçus plus approfondis des quartiers ainsi que du mode « Créer un Sims ». Le 8 mai 2009, EA annonce que Les Sims 3 avait fini la phase de tests Bêta et était prêt pour une production à grande échelle avant une sortie prévue en juin. Le 15 mai, EA propose en ligne des expériences interactives sur le site officiel du jeu : Simfriend, SimSocial et SimSidekick. Le premier permettait de choisir un ami Sim virtuel envoyant des e-mails tout au long de la journée et le deuxième de créer son propre Sim en ligne et de vivre des aventures avec.
Deux semaines avant que le jeu ne sorte, une édition piratée de la version téléchargeable sur Internet fut introduite sur la toile. EA a par la suite commenté l'incident comme étant un fait concernant une version non finale du jeu comportant des bugs. En outre, il déclara que plus de la moitié du jeu était absent et que cette version piratée était susceptible de provoquer de graves problèmes sur l'ordinateur sur lequel elle serait installée. Finalement, le jeu aura été plus piraté que le jeu le plus piraté de l'année 2008, Spore,,.

### Marketing
Le jeu a été lancé par EA Singapour lors d'une fête le 2 juin 2009 au nouveau centre commercial Iluma à Singapour. Lors de l'évènement, des t-shirts des Sims 3 étaient disponibles à la vente. À Sydney, en Australie, le 4 juin 2009, un évènement de mode, dans le but de montrer à quel point les expressions des personnages des Sims 3 étaient plus libres que celles des personnages des jeux précédents, a été organisé par EA Australie, avec un concert de Jessica Mauboy.

### Commercialisation
Les Sims 3 est commercialisé sur consoles de salon le 26 octobre 2010, sur PlayStation 3, Xbox 360 et Nintendo DS. Le jeu a été annoncé sur consoleFHVG i le 15 novembre 2010. Le jeu est sorti à la fois en édition standard et en édition collector. Dans les deux éditions du jeu est livré un coupon pour 1000 Sim points à dépenser dans Les Sims 3 Store. L'édition standard contient la première version du jeu de base, tandis que l'édition Collector comprend le jeu de base Sims 3, une clé USB de 2 Go (dans laquelle sont préchargés  des fonds d'écran, des économiseurs d'écran du jeu, et le thème principal sous forme de fichier MP3) avec un filtrage Green mousqueton, en exclusivité une voiture de sport  de style européen téléchargeable, Guide de conseils et d'aides (mais beaucoup plus succin que le guide officiel Prima), et des autocollants du prisme vert du jeu. Ceux qui pré-commandèrent le jeu ont également le droit de télécharger une voiture de sport, une affiche du quartier des Sims 3, ainsi qu'un un guide de démarrage rapide de référence.
Les versions précédentes du jeu Les Sims ont rarement été annoncés pour les plateformes mobiles, bien que le jeu est disponible sur l'Ovi Store et l'App Store pour iPhone et iPod Touch. Le 3 août 2009 EA a annoncé que la première extension, Les Sims 3 : Destination Aventure sortirait le 17 novembre aux États-Unis. Lors de la présentation à la GDC en février 2010, Richard Evans, salarié chez Maxis AI, a accidentellement partagé un dossier intitulé Sims 3 DS lors de la préparation de son discours. C'est la première nouvelle officielle qu'une version du jeu sur Nintendo DS est en cours de développement. Une version des Sims 3 sorti sur iPhone le 11 juin 2010. Une version pour Nintendo 3DS est sortie en 2011.

### Retards
Le 3 février 2009, il a été annoncé que la date de sortie des Sims 3 serait retardée du 20 février 2009 au 2 juin 2009 aux États-Unis, et au 5 juin 2009 au Royaume-Uni. John Riccitiello, PDG d'EA Redwood Shores, déclara : «Dans le cas des Sims 3, nous passons ce titre au 2 juin afin de nous donner plus de temps pour construire la campagne mondiale de marketing qu'un titre comme celui-ci mérite».[réf. nécessaire] De même, Grant Rodiek, producteur associé des Sims 3 déclara:« Le lancement des Sims 3 en Juin nous donnera plus de temps pour le réglage, le polissage et la capacité de lancer le jeu sur les plateformes Microsoft Windows et Mac OS en même temps. Il s'agit d'une franchise clé d'Electronic Arts et un titre comme celui-ci mérite une plus grosse mise puisqu'il est le meilleur jeu qu'EA Sims ait fait. Ces derniers mois nous donneront un peu plus de temps pour entre autres, modifier et polir le jeu. Nos joueurs attendent quelque chose de génial et c'est exactement ce que nous avons l'intention de leur donner. »[réf. nécessaire]

### Restriction de copies du jeu
Certains des autres titres d'Electronics Arts sur PC, tels que Spore et Dead Space, ont utilisé un système de restriction du jeu SecuROM qui requiert une authentification en ligne ou hors-ligne et limite à cinq le nombre de fois qu'un utilisateur peut installer le jeu. Bien qu'il ait été émis l'hypothèse que Les Sims 3 utiliserait le même système, le 26 mars[Quand ?], le producteur exécutif Rod Humble a révélé que Les Sims 3 utilisaient la même protection[réf. nécessaire] sur la version disque que les Sims et ne nécessitaient pas d'authentification en ligne ou hors-ligne pour l'installer. Une clé de produit est également nécessaire.

## Musique
La musique des Sims 3 fut composée par Steve Jablonsky. Les bandes originales furent enregistrées par les studios symphoniques d'Hollywood de la 20th Century Fox.

## Versions
| Nom                                  | Sortie                                    | Inclus |
| ------------------------------------ | ----------------------------------------- | --- |
| Les Sims 3                           | FR 4 juin 2009 EU 2 juin 2009             | Jeu de base seulement |
| Les Sims 3 Édition Collector         | FR 4 juin 2009 EU 2 juin 2009             | Jeu, clé USB de 2 Go et téléchargement exclusif dans le jeu d'une voiture de sport de style européen . |
| Les Sims 3 Édition Collector de Noël | FR 4 décembre 2009 EU 2 décembre 2009     | Jeu, téléchargement exclusif dans le jeu d'une voiture de sport de style européen, le thème de noël Les Sims 3, ainsi qu'un modèle de papier peint de noël à utiliser dans le jeu.                                                  |
| Les Sims 3 Édition Anniversaire      | FR 4 juin 2010 EU 2 juin 2010             | Jeu, livre de 48 pages, un poster, un carnet illustré, un prisme Sims (version sortie pour fêter les dix ans de la série et disponible pour les extensions suivantes : Ambitions, Destination Aventure et le kit Inspiration Loft). |
| Les Sims 3 : Deluxe                  | FR 30 septembre 2010 EU 28 septembre 2010 | Jeu de base, avec l’extension Les Sims 3 Ambitions. |
| Les Sims 3 Plus Animaux              | FR 20 octobre 2011 EU 18 octobre 2011     | Jeu de base, avec l’extension Les Sims 3 Animaux & Cie. |
| Les Sims 3 Plus Showtime             | FR 8 mars 2012 EU 6 mars 2012             | Jeu de base, avec l’extension Les Sims 3 Showtime. |
| Les Sims 3 Plus Super Pouvoir        | FR 6 septembre 2012 EU 4 septembre 2012   | Jeu de base, avec l’extension Les Sims 3 Super Pouvoir. |
| Les Sims 3 Plus Saisons              | FR 15 novembre 2012 EU 13 novembre 2012   | Jeu de base, avec l’extension Les Sims 3 Saisons. |
| Les Sims 3 Plus University           | FR 7 mars 2013 EU 5 mars 2013             | Jeu de base, avec l’extension Les Sims 3 University. |
| Les Sims 3 Plus Île de Rêve          | FR 27 juin 2013 EU 25 juin 2013           | Jeu de base, avec l’extension Les Sims 3 Île de Rêve. |

## Les Sims 3Store
Les Sims 3 Store est un magasin en ligne payant dans lequel les joueurs peuvent acheter et télécharger du contenu pour leurs jeux respectifs. Ce magasin en ligne a été lancé le 4 juin 2009 en même temps que le jeu de base.

## Accueil
Electronic Arts, l'éditeur du jeu, rapporte que Les Sims 3 se sont vendus à 1,4 million d'exemplaires dès la première semaine après sa commercialisation,,. Selon la compagnie, c'est le jeu ayant eu le plus de succès que la compagnie ait jamais réalisé. De plus, selon les données de GFK Australia sur la vente individuelle, Les Sims 3 ont fait un record de vente en Australie depuis leur lancement jusqu'au 21 juin.
Les critiques ont généralement été favorables, et Metacritic a donné un score de 86 % basé sur 75 critiques. PC Gamer a accordé aux Sims 3 92 %, l'insigne du choix de l'éditeur, et l'ont nommé « actuellement, le meilleur jeu de la série Sims ». IGN leur a accordé un 8,9 sur 10, en commentant que « c'est tout simplement la meilleure expérience des Sims, et une fois que vous avez goûté à la liberté d'atteindre la ville sans passer par l'écran de charge, vous ne serez pas pressé de retourner jouer à un des anciens jeux ». Le critique ajoute également que « Agrandir la taille du jeu était certainement un risque, mais ce fut tardif et avisé, et bravo à EA pour avoir vu que cette vieille formule d'il y a dix ans méritait une poussée de croissance. Et qu'il reste beaucoup de pièces à innover, nous nous contenterons des Sims 3 pour le moment. Cela nous offre une base solide pour ce qui sera probablement le top des ventes des Sims pour les années à venir ». GameSpot a donné un score de 9 sur 10, et la critique a encensé le jeu : « Le dernier des jeux des Sims est également le meilleur, créant une formidable balance entre le nouveau et le familier ». Par ailleurs, Les Sims 3 est un succès commercial avec plus de 4,6 millions d'exemplaires vendus en date de 2011.